# Surtees TS7
De Surtees TS7 was een Formule 1-raceauto die werd gebouwd en gebruikt door en voor de Surtees Racing Organisation in 1970 en sporadisch ook in 1971, toen de opvolger TS9 meer werd ingezet. 

## Voorgeschiedenis
Oud-motorcoureur en zesvoudig wereldkampioen wegrace John Surtees had in zijn laatste motorseizoen in 1960 al deelgenomen aan een aantal formule 1-races. In 1961 stapte hij volledig over en in het seizoen 1964 werd hij met Ferrari de eerste motor-wereldkampioen die ook wereldkampioen Formule 1 werd. In 1966 schreef Surtees zich als Team Surtees in voor de Canadian-American Challenge Cup, nog niet met een eigen auto maar met een Lola-Chevrolet. Hij won die klasse prompt. In 1968 bestelden de Amerikaanse acteur James Garner en de Britse ontwerper Roger Nathon bij constructeur Len Terry auto's voor de net opgerichte Formule 5000. Terry nodigde Surtees uit als adviseur, maar zijn auto's (de Surtees TS5 met Chevrolet-motor) werden na tests in de Verenigde Staten teruggestuurd omdat ze niet voldeden. Surtees besloot daarop om de auto's voor zijn eigen team te gebruiken. De coureurs David Hobbs en Trevor Taylor boekten er successen mee. 

## Surtees TS7

### 1970
| John Surtees bij het debuut van zijn TS7, Brands Hatch 1970 |
| Gijs van Lennep krijgt tijdens de Nederlandse GP van 1971 nog tips van John Surtees. Van Lennep finishte als achtste, Surtees met de nieuwe Surtees TS9 werd vijfde |

John Surtees had intussen enkele teleurstellende seizoenen met Honda en BRM achter de rug en besloot de TS5 als basis te gebruiken voor een Formule 1-auto, die Surtees TS7 ging heten. Hij ontwikkelde de auto samen met Shahab Ahmed en Peter Connew, maar die was voor het begin van het seizoen 1970 nog niet klaar. Daarom begon Surtees dat seizoen met een McLaren-Ford Cosworth. Met die auto scoorde hij een punt tijdens de Grand Prix van Nederland. De Surtees TS7 debuteerde in de zevende Grand Prix, de Britse GP op Brands Hatch. De auto had dezelfde Ford Cosworth DFV-3 liter V8 als de McLaren en daarmee ook problemen met de motor en de versnellingsbak. Surtees scoorde alleen punten in de Canadese Grand Prix en sloot zijn seizoen af als achttiende. Derek Bell werd met de Surtees TS7 zesde in de Amerikaanse Grand Prix. Team Surtees sloot het seizoen af als achtste in het constructeurskampioenschap. In die tijd werden ook Formule 1-wedstrijden georganiseerd buiten het wereldkampioenschap.John Surtees won de International Gold Cup op Oulton Park

### 1971
In het seizoen 1971 reed het Team Surtees zijn meeste races met de nieuwe Surtees TS9. Toch werd de TS7 sporadisch nog ingezet, door Brian Redman voor Surtees, door Rolf Stommelen voor het Auto- und Motorsport Team Surtees en door Gijs van Lennep voor de Stichting Autoraces Nederland. Punten werden met de TS7 echter niet meer gescoord. 

## Resultaten wereldkampioenschap Formule 1
| Jaar | Team                              | Motor                    | Banden | Coureur(s)      | 1       | 2     | 3     | 4      | 5     | 6     | 7       | 8      | 9       | 10      | 11     | 12      | 13     | Punten | WCC |
| ---- | --------------------------------- | ------------------------ | ------ | --------------- | ------- | ----- | ----- | ------ | ----- | ----- | ------- | ------ | ------- | ------- | ------ | ------- | ------ | ------ | --- |
| 1970 | Surtees                           | Ford Cosworth DFV 3.0 V8 | F      | John Surtees    | ZAF -   | SPA - | MON - | BEL -  | NED - | FRA - | GBR DNF | DUI 9e | OOS DNF | ITA DNF | CAN 5e | VST DNF | MEX 8e | 3      | 8e  |
| 1970 | Surtees                           | Ford Cosworth DFV 3.0 V8 | F      | Derek Bell      | ZAF -   | SPA - | MON - | BEL -  | NED - | FRA - | GBR -   | DUI -  | OOS -   | ITA -   | CAN -  | VST 6e  | MEX -  | 3      | 8e  |
| 1971 | Surtees                           | Ford Cosworth DFV 3.0 V8 | F      | Brian Redman    | ZAF 7e  | SPA - | MON - | NED -  | FRA - | GBR - | DUI -   | OOS -  | ITA -   | CAN -   | VST -  |         |        | 0      | -   |
| 1971 | Auto- und Motorsport Team Surtees | Ford Cosworth DFV 3.0 V8 | F      | Rolf Stommelen  | ZAF 12e | SPA - | MON - | NED -  | FRA - | GBR - | DUI -   | OOS -  | ITA -   | CAN -   | VST -  |         |        | 0      | -   |
| 1971 | Stichting Autoraces Nederland     | Ford Cosworth DFV 3.0 V8 | F      | Gijs van Lennep | ZAF -   | SPA - | MON - | NED 8e | FRA - | GBR - | DUI -   | OOS -  | ITA -   | CAN -   | VST -  |         |        | 0      | -   |

## Resultaten niet-kampioenschapsraces Formule 1
| 1970 | Surtees                           | Ford Cosworth DFV 3.0 V8 | F | John Surtees   | ROC -  | INT - | IGC 1e |       |       |       |       |       |
| 1971 | Auto- und Motorsport Team Surtees | Ford Cosworth DFV 3.0 V8 | F | Rolf Stommelen | ARG 12 | ROC - | QUE -  | SPR - | INT - | RIN - | IGC - | VIC - |